# Don Manuel Osorio Manrique de Zúñiga, enfant
Don Manuel Osorio Manrique de Zuniga, enfant est un tableau de Francisco de Goya conservé au Metropolitan Museum of Art à New York (États-Unis). Il s'agit d'un portrait à l'huile qui mesure 110 cm de haut par 80 cm de large. 
C'est le portrait du plus jeune fils d'Isabel Vicente Osorio de Moscoso, comte d'Altamira et directeur de la Banque de Saint-Charles, institution précédant l'actuelle Banque d'Espagne. Il embaucha Goya, alors portraitiste à la cour de Charles III, pour faire des portraits de toute la famille. Le plus connu est celui de son fils. 

## Analyse
Goya le représente comme une marionnette plutôt que comme un enfant. Il est rigide, immobile. Le geste est grave, l'expression impénétrable. Il porte des vêtements riches selon la mode du moment : un costume de couleur rouge vif avec une ceinture or. La partie supérieure du tableau est illuminée. 
Dans la partie inférieure, se trouvent des animaux, chacun ayant une symbolique propre. Une pie tenue en laisse par l'enfant tient dans son bec un papier où est inscrit le nom de l'artiste (c'est sa carte de visite). Cet animal est le symbole de la curiosité. Toutefois, pour le christianisme les oiseaux symbolisent l'âme, c'est alors un symbole de l'innocence de l'oiseau et de l'enfant. On voit également trois chats qui observent la pie, et symboliseraient le monde des instincts. Goya considérait les chats comme des animaux de compagnie diaboliques, comme on le voit dans Los Caprichos. La malice contraste avec l'innocence de l'enfant. D'autres oiseaux sont gardés dans une cage sur le côté droit du tableau, symbolisant l'enfermement. En bas de l'image on peut lire le nom et la date de naissance du modèle.